# Малый Калитвенец
Малый Калитвенец — река в России, протекает по Ростовской области. Длина реки составляет 44 км. Площадь водосборного бассейна — 304 км².
Начинается у хутора Вольный как балка Репная. Течёт в общем юго-западном направлении по открытой местности. Протекает мимо населённых пунктов Юров, Груцинов, Первомайский, Самбуров, Орешкин. Устье реки находится в 19 км по левому берегу реки Калитвенец на высоте около 26 м над уровнем моря.

## Притоки
- балка Пахотная
- балка Пахотный Лог
- 20 км: Белый Колодезь
- балка Романова
- балка Большой Лог
- балка Семиколенова

## Данные водного реестра
По данным государственного водного реестра России относится к Донскому бассейновому округу, водохозяйственный участок реки — Северский Донец от границы РФ с Украиной до впадения реки Калитвы, речной подбассейн реки — Северский Донец (российская часть бассейна). Речной бассейн реки — Дон (российская часть бассейна).
Код объекта в государственном водном реестре — 05010400512107000014010.